# Kuc New Forest

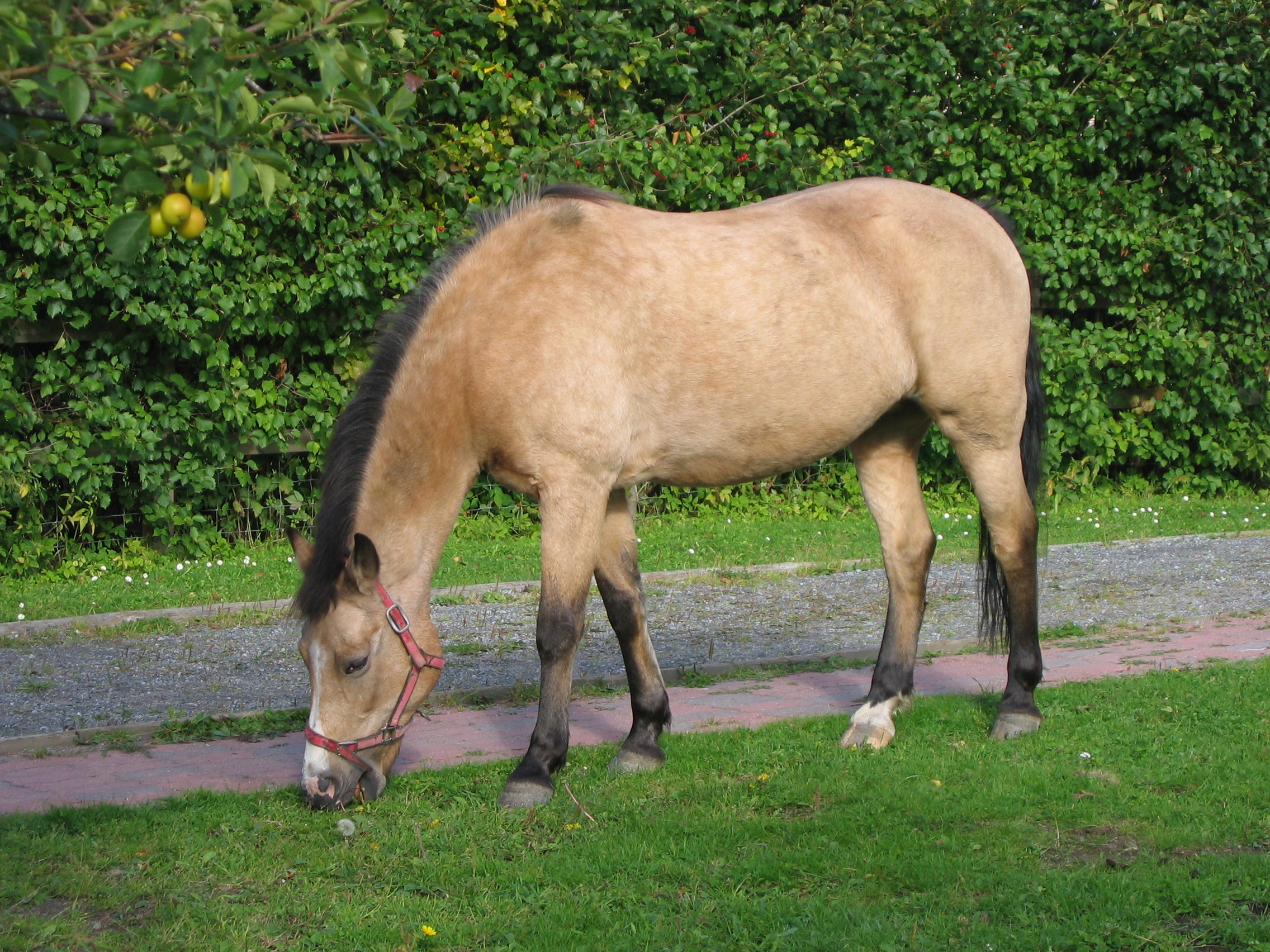

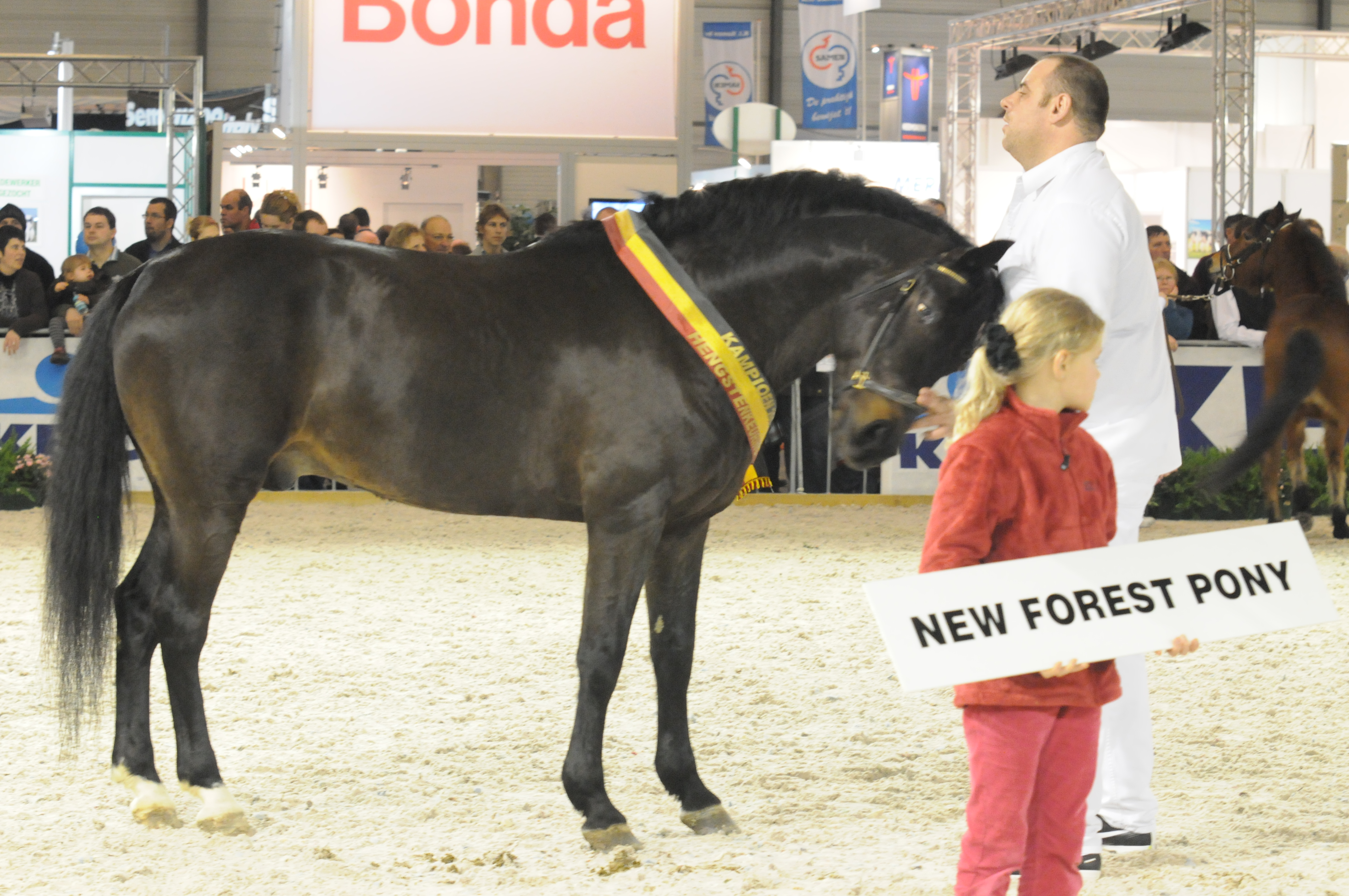
Kuc rasy new forest w Agriflanders

Kuc New Forest (New Forest pony) jest jedną z najliczniejszych rodzimych brytyjskich ras, a przy tym najchętniej kupowaną ze względu na wszechstronność. Najlepsze z nowoczesnych "foresterów" pochodzą zazwyczaj z hodowli stadnej, chociaż wciąż jeszcze utrzymuje się stada żyjące w stanie półdzikim. Wysokość w kłębie około 142 cm.
Najczęściej spotykany jest w Wielkiej Brytanii i Holandii, jednak rasa jest rozpowszechniona na całym świecie.

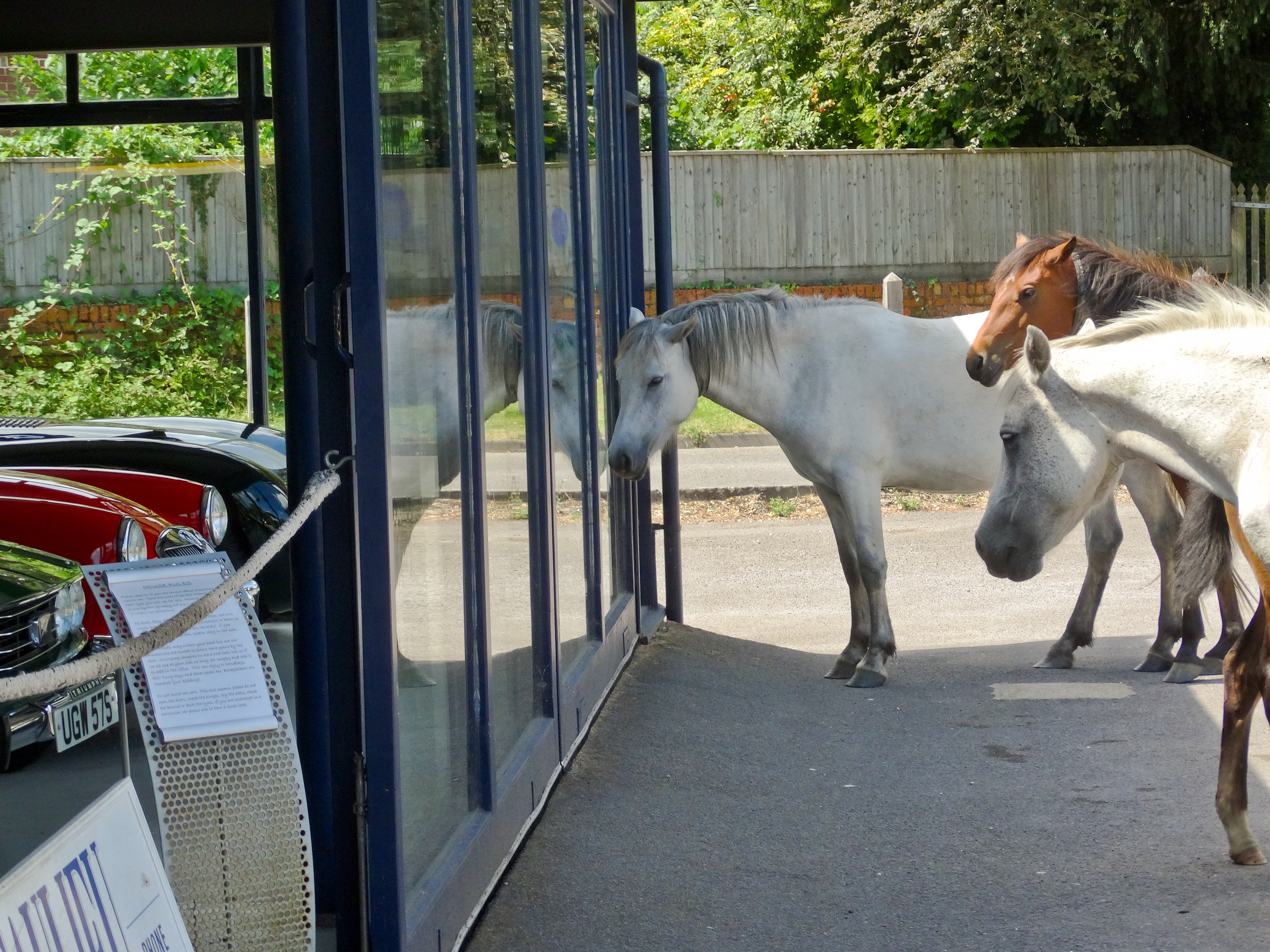
Półdzikie kuce new forest podchodzące do zabudowań

## Pokrój
Charakteryzuje się skośnie ustawioną łopatką i wydajną, niską akcją, szczególnie widoczną w galopie. Nie został określony jego minimalny wzrost, jednak na ogół ma co najmniej 122cm w kłębie. Osiąga maksymalnie 148cm. Może mieć każdą maść, z wyłączeniem srokatej i cremello. Rybie oczy nie są akceptowane, a maść palomino jest dopuszczana tylko u klaczy i wałachów. Nie akceptuje się białych znaczeń w miejscach innych, niż na głowie i dolnych kończynach. Utrata, lub brak pigmentu we włosach, lub grzywie i ogonie są uznawane za wadę, chyba że powstały w wyniku urazu skóry
Istnieją dwie sekcje kucy, które dzielą je przez wzgląd na wzrost. Sekcja A to kuce do 138cm. Kuce do 148cm w kłębie to sekcja B.

## Charakter i użytkowanie
Jest to znakomity kuc wierzchowy o dużym potencjale i swobodnym ruchu. Jest łatwy w utrzymaniu, łagodny i przyjacielski. Bardzo odporny. Wykorzystywany głównie przez nastoletnich jeźdźców i niższych dorosłych we wszystkich dyscyplinach jeździeckich, także w polo Łatwy w szkoleniu..

## Historia
Powstanie rasy datuje się na 1016. Rasa powstała w News Forest w hrabstwie Hampshire i ma wspólnych przodków z kucami exmoor i dartmoor. W połowie XVII w. rasę uszlachetniono ogierem pełnej krwi Markse - potomka jednego z najsłynniejszych koni wyścigowych wszech czasów o imieniu Eclipse, a sto lat później ogierem czystej krwi Zorah. W ten sposób pozbawiono pierwotną rasę wytrzymałości i wiele delikatnych osobników wyginęło w dzikich okolicach. Od 1899 prowadzono pierwszą księgę hodowlaną, New Forest Stud Book, której celem było ujednolicenie rasy. W 1891 roku hippolog, lord Artur Cecil. założył stowarzyszenie, którego celem było dalsze doskonalenie rasy. Artur Cecil krzyżował ogiery welsh, dartmoor, fell, polo, szkockie rhum oraz highland z klaczami new forest. Takie połączenie różnorodnych genów wpłynęło na niejednorodny wygląd rasy.  Pomimo tak znacznego zmieszania krwi new forest pony jest typową rasą swojego środowiska. Pierwsze stowarzyszenie hodowców kucyków New Forest zostało założone w 1891 w celu prowadzenia pokazu ogierów, a następnie w 1905 przez Burley and District New Forest Pony Breeding and Cattle Society, które założyło księgę stadną i rejestrowało kuce w księdze stadnej i prowadzi ją do dziś. W 1930 zabroniono wprowadzania do hodowli obcej krwi.